# Las Boquillas
Las Boquillas är en ort i Mexiko.   Den ligger i kommunen Zacatecas och delstaten Zacatecas, i den centrala delen av landet, 500 km nordväst om huvudstaden Mexico City. Las Boquillas ligger 2 382 meter över havet och antalet invånare är 297.
Terrängen runt Las Boquillas är kuperad åt nordost, men åt sydväst är den platt. Terrängen runt Las Boquillas sluttar brant västerut. Runt Las Boquillas är det ganska tätbefolkat, med 160 invånare per kvadratkilometer. Närmaste större samhälle är Zacatecas, 6,6 km nordost om Las Boquillas. Trakten runt Las Boquillas består i huvudsak av gräsmarker.